# Aleš Chmelař
Aleš Chmelař (* 11. září 1987 Brno) je český ekonom, diplomat a vysoký státní úředník. V letech 2017 až 2018 byl státním tajemníkem pro evropské záležitosti, v letech 2018 až 2022 náměstek ministra zahraničních věcí ČR pro řízení sekce evropské, od července 2022 je stálým představitelem ČR při OECD v Paříži.

## Život
Nastoupil na Gymnázium Matyáše Lercha v Brně na šestiletou bilingvní sekci, kterou úspěšně dokončil. V letech 2007 až 2010 pokračoval studiem bakalářského oboru hospodářská a politická transformace a evropská integrace postkomunistických zemí na Sciences Po Paris ve Francii (získal titul B.A.). V letech 2010 až 2011 pokračoval studiem magisterského oboru se specializací na hospodářskou a měnovou politiku EU a HMU na London School of Economics ve Velké Británii (získal titul MSc.).
Pracovní kariéru začínal mezi lety 2011 a 2012 jako expert odboru finanční a hospodářské politiky Strany evropských socialistů v Bruselu. V roce 2012 pak ještě absolvoval stáž v oddělení finančních služeb generálního direktorátu ekonomických záležitostí na Sekretariát Rady Evropské unie v Bruselu. Následně působil mezi lety 2012 a 2014 jako analytik a výzkumný pracovník sekce finančních trhů a později vedoucí výzkumu úvěrových trhů v bruselském Centre for European Policy Studies (CEPS).
Od roku 2014 pracuje na Úřadu vlády ČR, nejdříve jako vedoucí Oddělení strategií a trendů EU, od roku 2017 jako ředitel Odboru koordinace hospodářských politik EU. Specializuje se na hospodářskou a měnovou politiku v Evropské unii, eurozónu a evropskou integraci postkomunistických zemí. V červnu 2017 byl vybrán v konkurzu na pozici státního tajemníka pro evropské záležitosti. Funkce se ujal dne 21. června 2017 a nahradil tak Tomáše Prouzu, který odešel na konci března 2017.
Aleš Chmelař mluví anglicky, francouzsky a německy. Je řadovým členem SOCDEM. Angažuje se také jako člen správní rady Nadace Masarykovy demokratické akademie (od 2016). Jeho bývalou manželkou je Jana Maláčová, bývalá ministryně práce a sociálních věcí ČR ve druhé Babišově vládě, se kterou má syna Gustava.
V polovině září 2018 se v tisku objevila informace, že na postu státního tajemníka pro evropské záležitosti skončí a bude se ucházet o funkci odborného náměstka na Ministerstvu zahraničních věcí ČR. Za odchodem měly stát neshody s premiérem Andrejem Babišem, podle něhož Chmelař příliš prosazoval zájmy sociální demokracie. Na počátku prosince 2018 se skutečně stal náměstkem ministra zahraničních věcí ČR pro řízení sekce evropské. Funkci zastával do května 2022 s tím, že se od července 2022 stal velvyslancem ČR při Organizaci pro hospodářskou spolupráci a rozvoj (OECD) v Paříži.